# Reykjanesbær
Reykjanesbær (deutsch „Rauchhalbinselstadt“) ist eine Gemeinde auf der Halbinsel Reykjanesskagi im Südwesten Islands.
Sie entstand 1994 durch den Zusammenschluss der Städte Keflavík (Keflavíkurbær) und Njarðvík (Njarðvíkurbær) mit der Landgemeinde Hafnir (Hafnahreppur). Seit 2007 gibt es noch die neue Ortschaft Vallarheiði mit 539 Einwohnern.
Die Gemeinde hat insgesamt 22.059 Einwohner (Stand: 1. Januar 2023).

## Keflavík
Die größte Stadt der Gemeinde ist Keflavík mit 8.169 Einwohnern.

## Njarðvík

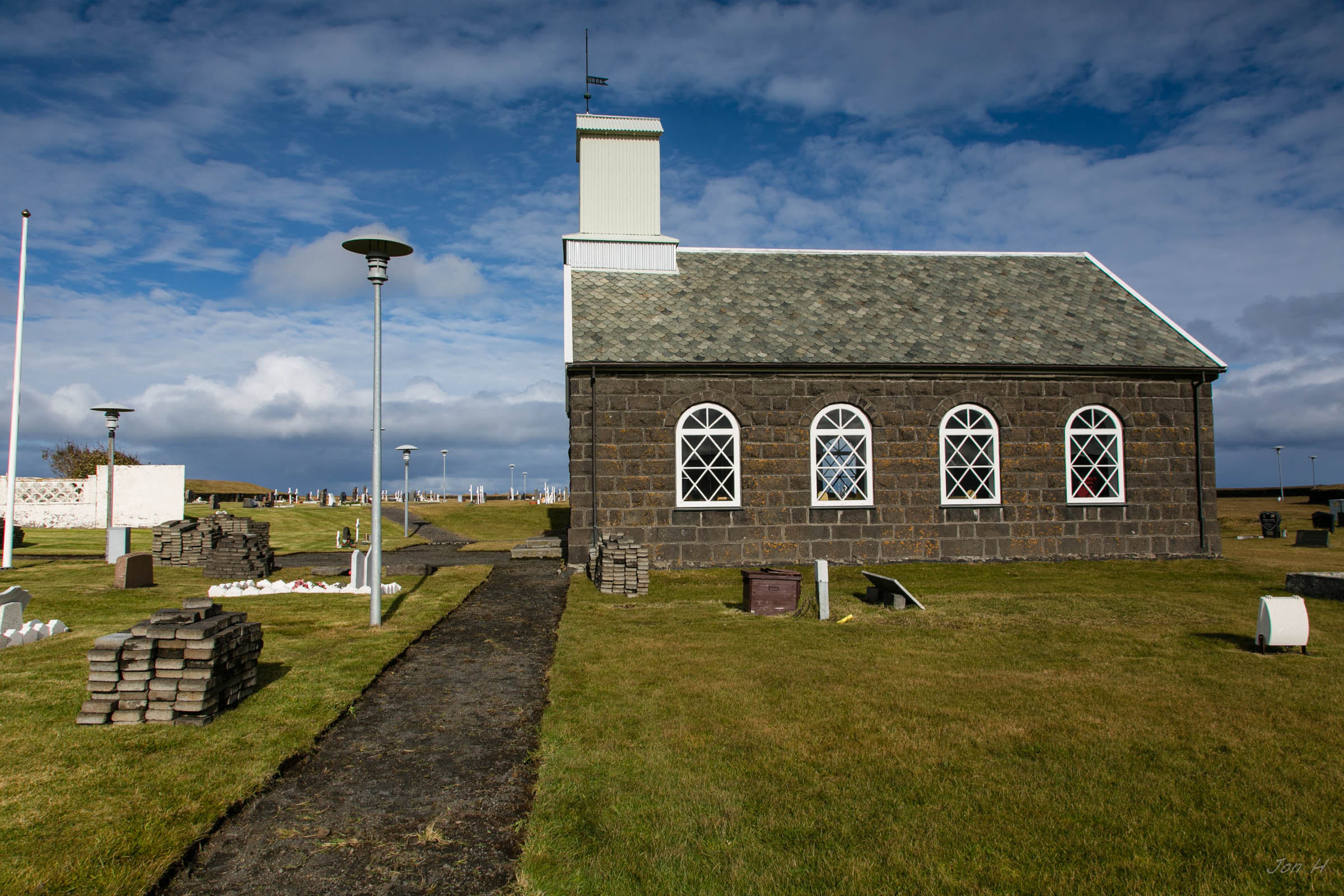
Alte Kirche in Njarðvík

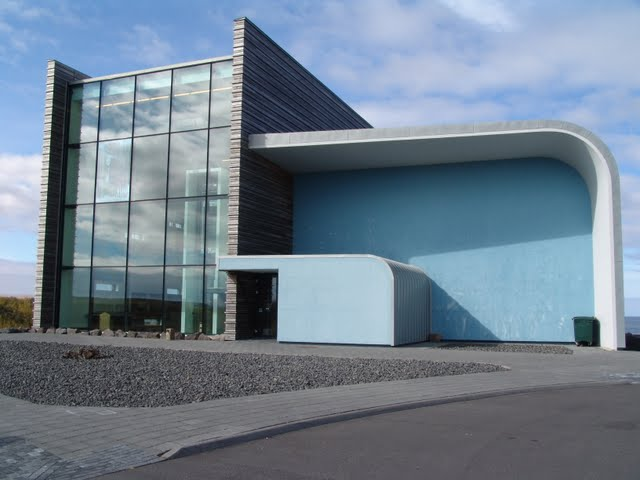
Viking World Museum

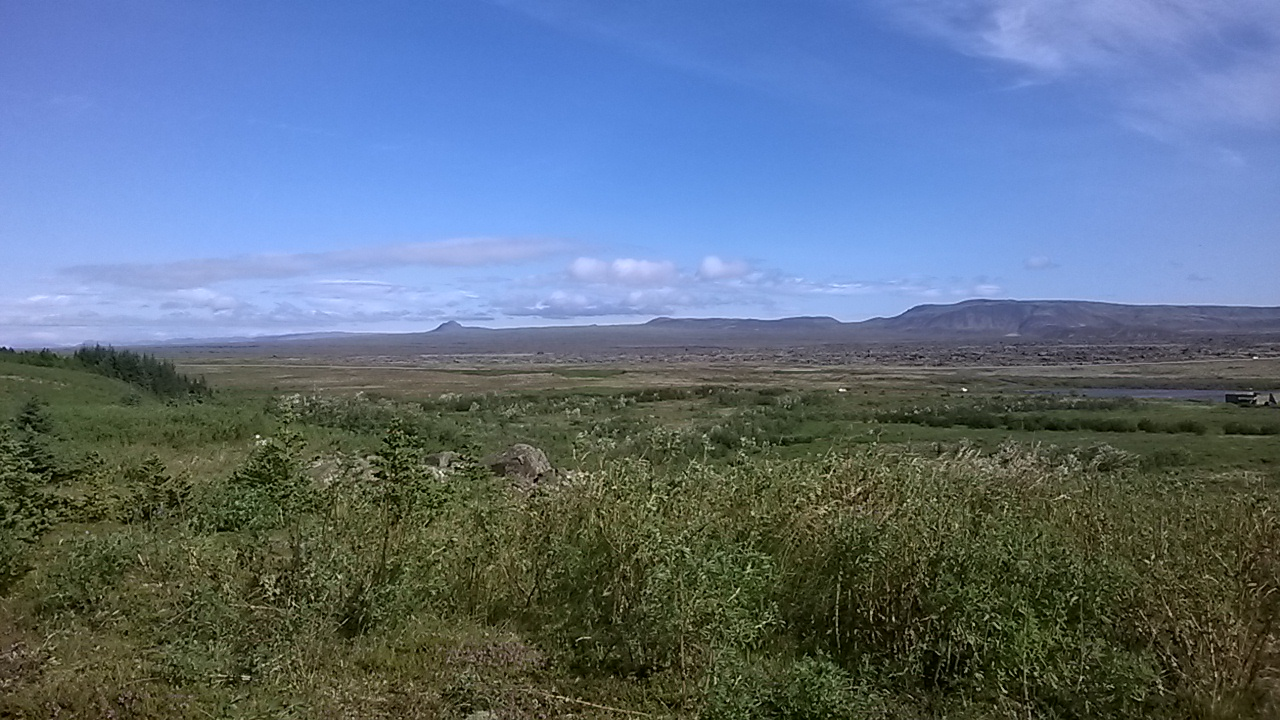
Wald Sólubrekkusogur

Njarðvík (dt. „Bucht des Njörðr“) ist eine isländische Kleinstadt (4.398 Einwohner) im Westen der Halbinsel Reykjanesskagi. Die ruhige Hafenstadt (Fischerei und Fischverarbeitung) ist in zwei Bezirke gegliedert: Innri-Njarðvík (Inneres Njarðvík) und Ytri-Njarðvík (der bedeutend jüngere Ortsteil, Äußeres Njarðvík).
Der Ort weist verschiedene architektonische Besonderheiten auf. Erwähnenswert ist die 1979 nach fast zehnjähriger Bauzeit eingeweihte eigenwillig gestaltete helle Betonkirche Ytri-Njarðvíkurkirkja von Ormar Þór Guðmundsson und Örnólfur Hall. Im älteren Ortsteil findet sich die 1886–1886 aus Stein erbaute, am 18. Juli 1886 eingeweihte und 1944 renovierte Innri-Njarðvíkurkirkja. Der Ort verfügt auch über eine Jugendherberge.
2009 wurde in Njarðvík das Viking World Museum eröffnet, das u. a. wegen des originalgetreuen Nachbaues des Gokstad Schiffes Íslendingur bekannt ist. In der Nähe steht das aus Torf gebaute und mit Grassoden gedeckte Haus  Stekkjarkot aus dem 19. Jahrhundert, das 1993 in ein Museum umgewandelt wurde.
Ein beliebtes Ausflugsziel ist das von Wanderwegen durchzogene Waldgebiet Sólbrekkuskógur, das seit den 1960er Jahren aufgeforstet wurde.

## Hafnir
Hafnir  ist ein kleiner Ort mit 106 Einwohnern an der Westseite der Reykjanesskagi, gelegen am Südufer der Bucht Ósar.

## Verkehr
Der Ort ist an das Straeto-Regionalbusnetz angeschlossen (Linien 55, 87 und 89).

## Söhne und Töchter der Gemeinde
- Ólafur Gottskálksson (* 1968 in Keflavík), Fußballspieler

## Städtepartnerschaften
Reykjanesbær listet sieben Partnerstädte auf:
- Brighton, Vereinigtes Königreich
- Hjørring, Dänemark
- Kerava, Finnland
- Kristiansand, Norwegen
- Vága kommuna, Färöer
- Orlando, Florida, USA
- Trollhättan, Schweden